# Université nationale australienne
Pour les articles homonymes, voir ANU.
L’université nationale australienne (en anglais, Australian National University, acronyme, ANU) est une université australienne, basée à Canberra, considérée comme la meilleure université australienne, et 27e meilleure université au niveau mondial (QS World University Ranking 2022) notamment grâce à son excellence dans le domaine de la recherche. Elle fut créée par un vote du Parlement fédéral le 1er août 1946 avec l'objectif affiché de diriger et de promouvoir la recherche en Australie.
L'université est membre de plusieurs associations universitaires notamment le groupe des huit - Group of Eight (Australian Universities) (le « groupe des Huit qui regroupe les 8 plus importantes universités australiennes ») —, l’Association of Pacific Rim Universities (association regroupant 32 universités du pourtour du Pacifique), l’Association of Universities for Research in Astronomy (qui regroupe les principales universités scientifiques américaines intéressées par l'astronomie et quelques universités associées) et l’International Alliance of Research Universities qui regroupe une dizaine d'universités de par le monde. L'université est constamment bien classée dans plusieurs enquêtes internationales notamment le Newsweek Top 100 et l’Annual Times Higher Education Supplement. Son équipe d'enseignants et ses anciens élèves comptent cinq lauréats du prix Nobel parmi eux. L'université est dirigée par un conseil de 15 membres.

## Histoire

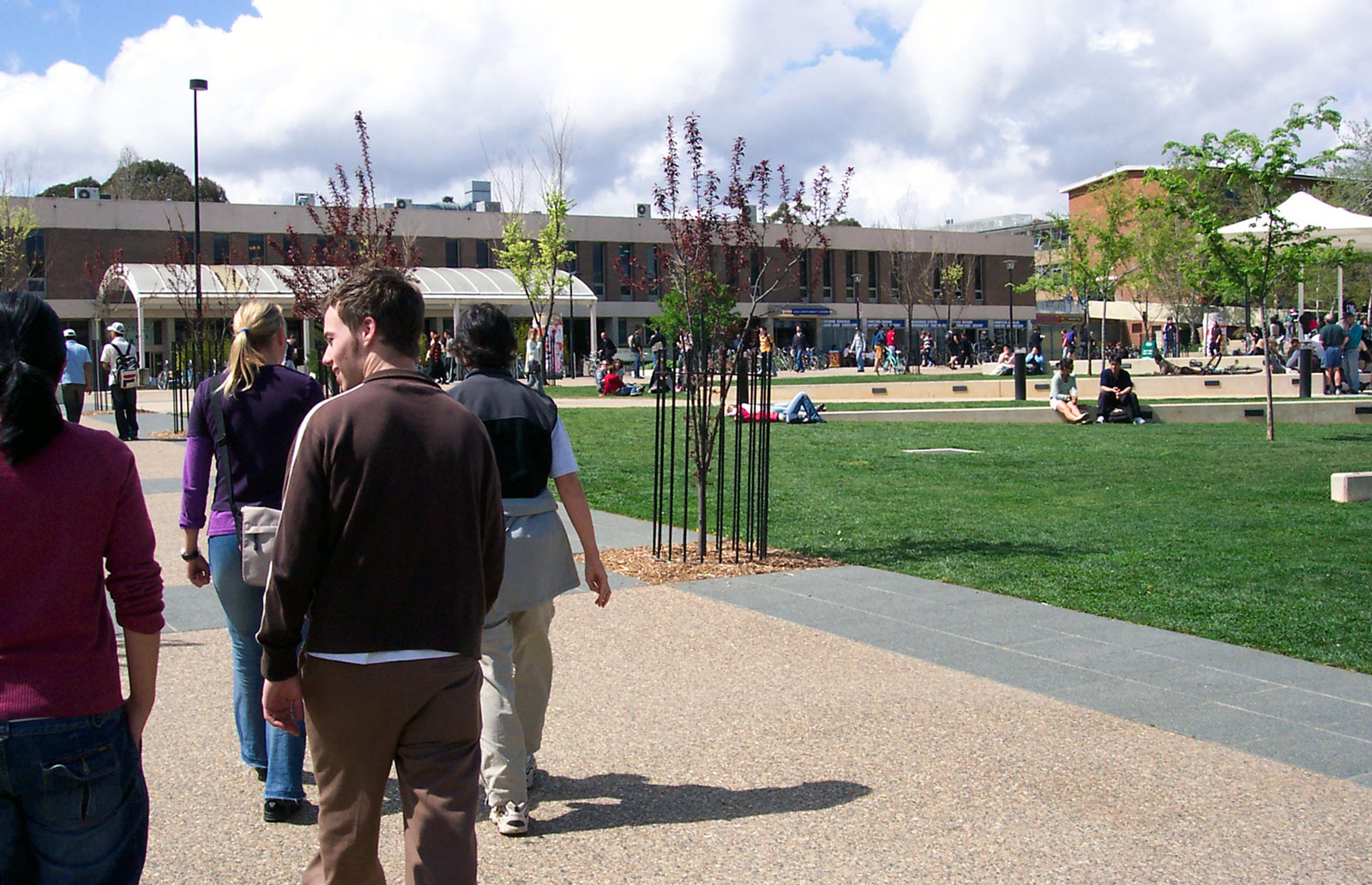
Union Court au centre du campus.

L'ANU est la seule université australienne à avoir été créée par un vote du Parlement fédéral. L’Australian National University Act a été déposée au Parlement par le Premier ministre de l'époque, Ben Chifley, et par le ministre de la Reconstruction après-guerre, John Dedman. La loi a été votée le 1er août 1946 avec l'appui du leader de l'opposition Robert Menzies. Un groupe d'enseignants renommé a été chargé de mettre en route l'université avec notamment un chercheur de haut niveau sur les radars et la physique nucléaire, sir Mark Oliphant ; le savant à l'origine de la découverte des bienfaits de la pénicilline, sir Howard Florey ; un éminent historien, sir Keith Hancock ; et un fonctionnaire économiste renommé, Nugget Coombs.
Après sa création, l'université se consacre à la recherche et à l'enseignement supérieur.
Sa bibliothèque est membre du Pacific Manuscripts Bureau et en abrite de nombreuses collections.

## Organisation
L'ANU est divisée en trois grands secteurs :

### L'Institut des sciences avancées
L'Institut est basé sur l'enseignement de troisième cycle et la recherche et comprend neuf écoles faisant de la recherche et un centre de recherches :
- L'Institut d'astronomie et d'astrophysique : Research School of Astronomy and Astrophysics[3].
Il est situé à l'observatoire du Mont Stromlo. Elle s'occupe aussi des télescopes de l'observatoire de Siding Spring en Nouvelle-Galles-du-Sud. Le jeudi 20 avril 2006 l'école a annoncé sa participation à la construction du plus puissant télescope au monde[4] en collaboration avec un certain nombre d'autres centres de recherche notamment l'université d'Arizona, le Smithsonian Astrophysical Observatory et l'université Harvard.
- L'Institut des Sciences de la Biologie : Research School of Biological Sciences[5].
L'école centre ses recherches sur les domaines de l'agriculture, de l'environnement naturel, des  neurosciences, de la science de la vision, sur la santé et la technologie.
- L'Institut de Chimie : Research School of Chemistry[6].
- L'Institut des Sciences de la Terre : Research School of Earth Sciences[7].
Il fait partie des 10 plus grandes universités des sciences de la Terre au monde.
- L'Institut des Sciences de l'Information et de son Traitement : Research School of Information Sciences and Engineering[8].
Il possède le département de traitement de l'information et le laboratoire d'informatique.
- L'Institut sur l'Asie et le Pacifique : Research School of Pacific and Asian Studies[9].
C'est un centre d'enseignement et de recherche pour toute la région asiatique du Pacifique. Les recherches prioritaires portent sur le nord-est de l'Asie, l'Asie du sud-est, l'Asie du Sud et le Sud-ouest du Pacifique.
- L'Institut des sciences physiques et de l'ingénieur : Research School of Physical Sciences and Engineering[10].
Il travaille dans les domaines de la science des matériaux et de leur transformation ; des lasers, des systèmes optiques non linéaires et photoniques ; des nanotechnologies et de la physique mésoscopique ; de la physique de l'atome, des molécules et des noyaux ; de la physique des plasmas et de la science des surfaces ; de physique et d'environnement.
- L'Institut des sciences sociales : Research School of Social Sciences[11].
Il étudie toutes les sciences sociales de façon théorique et empirique que ce soit la Démographie, la Sociologie, l'Économie, l'Histoire, le Droit, la Philosophie, les Sciences Politiques et les théories sociales et politiques.
- L'institut de médecine John Curtin : The John Curtin School of Medical Research[12].
Il a été créé sur proposition conjointe du prix Nobel Howard Florey et du Premier ministre John Curtin. Deux prix Nobel l'un en 1963 pour Sir John Carew Eccles et l'autre en 1996 pour Peter Doherty et Rolf M. Zinkernagel ont couronné des travaux de l'école.
- Le Centre d'études des ressources et de l'environnement : The Centre for Resource and Environmental Studies[13].
Il emploie des économistes, des hydrologues, des historiens, des écologistes, des anthropologues et des agronomes.

### Les facultés

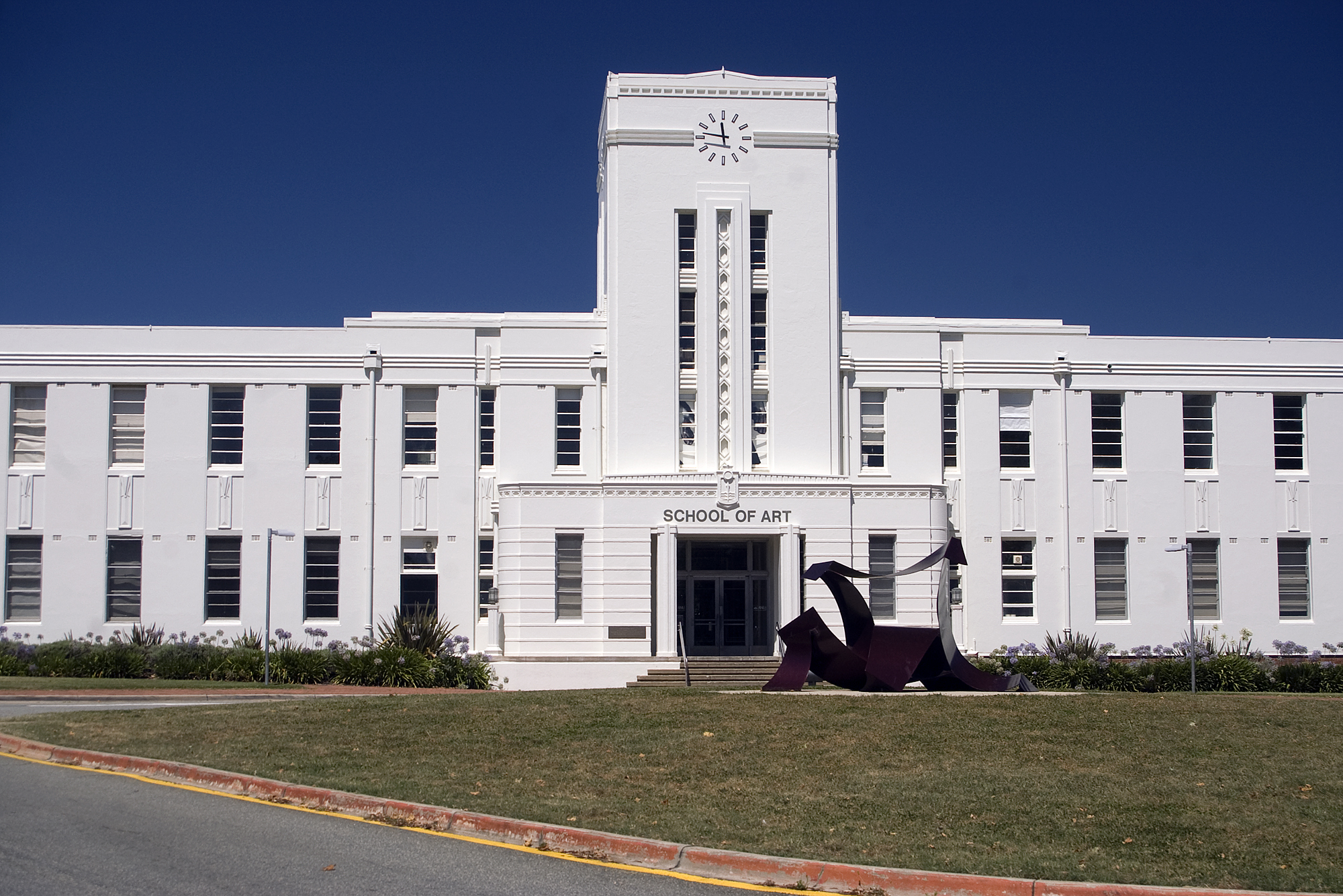
L'École des Beaux-Arts.

Sept facultés font de la recherche et de l'enseignement pour les étudiants des trois cycles universitaires.
- La faculté des lettres et des sciences sociales : ANU College of Arts and Social Sciences.
Elle s'occupe de l'enseignement dans plus de 20 disciplines des lettres, des humanités et des sciences sociales. La faculté est surtout connue pour ses cours en science politique. L'École de Musique et l'École des Beaux-Arts sont rattachées à cette faculté.
- La faculté sur l'Asie et le Pacifique : ANU College of Asia and the Pacific.
- La faculté des études commerciales : ANU College of Business and Economics.
- La faculté des sciences de l'ingénieur et de l'informatique : ANU College of Engineering and Computer Science.
- La faculté de droit : ANU College of Law.
- La faculté de médecine, de biologie et de l'environnement : ANU College of Medicine, Biology and Environment.
- La faculté des sciences physiques et mathématiques : ANU College of Physical and Mathematical Sciences.

### Les centres universitaires
Les centres universitaires sont des structures qui préparent à l'entrée soit en Faculté soit en Institut.
- Asia Pacific College of Diplomacy[14].
- Crawford School of Economics and Government[15].
- Australian Primary Health Care Research Institute[16].
- Aboriginal Economic Policy Research[17].
- Centre for Cross-Cultural Research[18].
- Centre for Mental Health Research[19].
- Centre for the Public Awareness of Science[20].
- Humanities Research Centre[21].
- National Centre for Epidemiology and Population Health[22].
- National Graduate School of Management[23].
- Mathematical Sciences Institute[24].
- The National Europe Centre[25].

## Le campus
La plus grande partie du campus est située dans le quartier d'Acton à Canberra. Il couvre 1,45 km2. Huit des neuf Facultés sont situées sur ce site, seule « Fenner Hall » est située dans le quartier voisin de Braddon : 
- Bruce Hall[26] ;
- Ursula Hall[27] ;
- Fenner Hall[28] ;
- Burgmann College[29] ;
- John XXIII College[30] ;
- Burton & Garran Hall[31] ;
- Toad Hall[32] ;
- University House[33] ;
- Graduate House[34] ;
- University Lodge.

L'école d'astronomie est située à l'observatoire du Mont Stromlo, près de Weston Creek au sud de Canberra. Elle s'occupe aussi de l'observatoire de Siding Spring près de Coonabarabran, en Nouvelle-Galles du Sud qui est après l'incendie du site de Mont Stromlo le seul télescope disponible du site. L'université possède aussi un campus en bordure de mer à Kioloa au Sud de l'État site consacré à l'étude sur les travaux des champs et un autre centre de recherche à Darwin dans le Territoire du Nord.

## Personnalités liées à l'université

### Professeurs
- Sylvie Thiebaux, professeure en intelligence artificielle.
- Kuntala Lahiri-Dutt, professeure de géographie.
- Gopa Samanta, professeure de géographie, visiting fellow en 2005 et 2017.
- Dorothy Shineberg
- Bronwen Douglas

### Étudiants
- Kim E. Beazley (1917-2007), ministre de l'éducation australien
- Nigar Nazar (1956-), caricaturiste pakistanaise.
- Louise Webster (1941-1990), astronome australienne.
- Karlie Alinta Noon, astronome aborigène australienne.
- Hannah Gadsby (1978-), humoriste et interprète